# 11852 Шоумен
11852 Шоумен (11852 Shoumen) — астероїд головного поясу, відкритий 10 вересня 1988 року.
Тіссеранів параметр щодо Юпітера — 3,382.